# 缅北蜥虎
缅北蜥虎（学名：Hemidactylus aquilonius）是壁虎科蜥虎属的一种，主要分布于印度及缅甸等地区。

## 保护
本种于2023年被收录入《有重要生态、科学、社会价值的陆生野生动物名录》。